# Claudio Ubeda
Claudio Ubeda est un footballeur argentin né le 17 septembre 1969.